# 元祖 八潮焼きそば
元祖 八潮焼きそば（がんそ やしおやきそば）は、埼玉県八潮市のご当地焼きそば。8種類の具材を用いた塩焼きそばである。

## 概要
中太麺を使い、八潮市の特産野菜であるコマツナ、エダマメ、ネギに甘辛いひき肉、ナルトなどの計8種類の具材を使い、特産野菜のうまみを引き出すためにニンニクと黒コショウを使った塩ダレを使って強火で一気に炒めた焼きそばである。
程よい辛さがビールの肴としても適しているとされる。

## 開発の経緯
2012年11月に草加市で開催された第10回埼玉B級ご当地グルメ王決定戦に参加するために八潮市内の老舗弁当店「藤吉」の2代目である武藤吉彦が考案した。顔なじみの飲食店3店舗とで「八潮焼そばの会」を結成した武藤は、初参加とながらも1998食を販売して5位入賞を果たした。